# Johan Olof Granberg
 For alternative betydninger, se Granberg. (Se også artikler, som begynder med Granberg)
Johan Olof Granberg (født 24. september 1858 i Stockholm, død 29. oktober 1933) var en svensk kunsthistoriker.
Granberg blev student i Lund 1879 og 1884 knyttet til Nationalmuseum i Stockholm som ekstraordinær amanuensis. I årene 1886-1900 var han redaktør af "Ny illustrerad tidning". I 1899 blev han bibliotekar ved Akademien för de fria konsterna og i 1906 tillige sekretær vid Nationalmuseum. Granberg blev 1911 intendent ved Nationalmuseum og forestod som sådan i en årrække museets håndtegning- og gravureafdeling. I 1916 trak han sig tilbage.
Efter at på egen hånd have drevet kunsthistoriske studier i Sverige og i udlandet udgav Granberg 1883 Pieter de Molijn de Oude och spåren af hans konst, et værk som blev hilst med varm anerkendelse af udenlandske autoriteter. Siden samlede han sin forskning omkring Granberg nederlandsk maleri og blev en fremragende kender på dette område.
Granbergs vigtigste arbejde var kataloger over udstillingerne af ældre mestres værker hentet fra svenske privatsamlinger 1884 og 1893, hvilke tillige udgjorde den overvejende del af hans kunsthistoriske forfatterskab.
I værket Allart van Everdingen (1902) påviste han, at denne kunstner havde hentet sine landskabsmotiver ikke som tidligere hævdet fra Norge, men fra Sverige.

## Forfatterskab
- Pieter de Molijn de Oude och spåren af hans konst (1883)
- Catalogue raisonné de tableaux anciens inconnus jusqu'ici dans les collections privées de la Suéde (1886)
- Konsthistoriska studier och anteckningar (1895),
- Drottning Kristinas tafvelgalleri på Stockholms slott och i Rom (1896, ligeledes forkortet fransk udgave samme år)
- Kejsar Rudolf II:s konstkammare och dess svenska öden (1903),
- Skoklosters slott (1903),
- Allart van Everdingen (1902),
- Inventaire général des Trésors d’Art (i 3 bind, 1911—1913).